# فيامارتين دي فالديوراس
بلدية فيامارتين دي فالديوراس (بالإسبانية: Villamartín de Valdeorras) هي بلدية تقع في مقاطعة أورينسي التابعة لمنطقة غاليسيا شمال غرب إسبانيا.

## الديموغرافيا
بلغ عدد سكان بلدية فيامارتين دي فالديوراس 2.047 نسمة عام 2011 (وفقاً للمعهد الوطني للإحصاء الإسباني).
| 2.537 | 2.527 | 2.467 | 2.408 | 2.247 | 2.164 | 2.047 |